# Machior

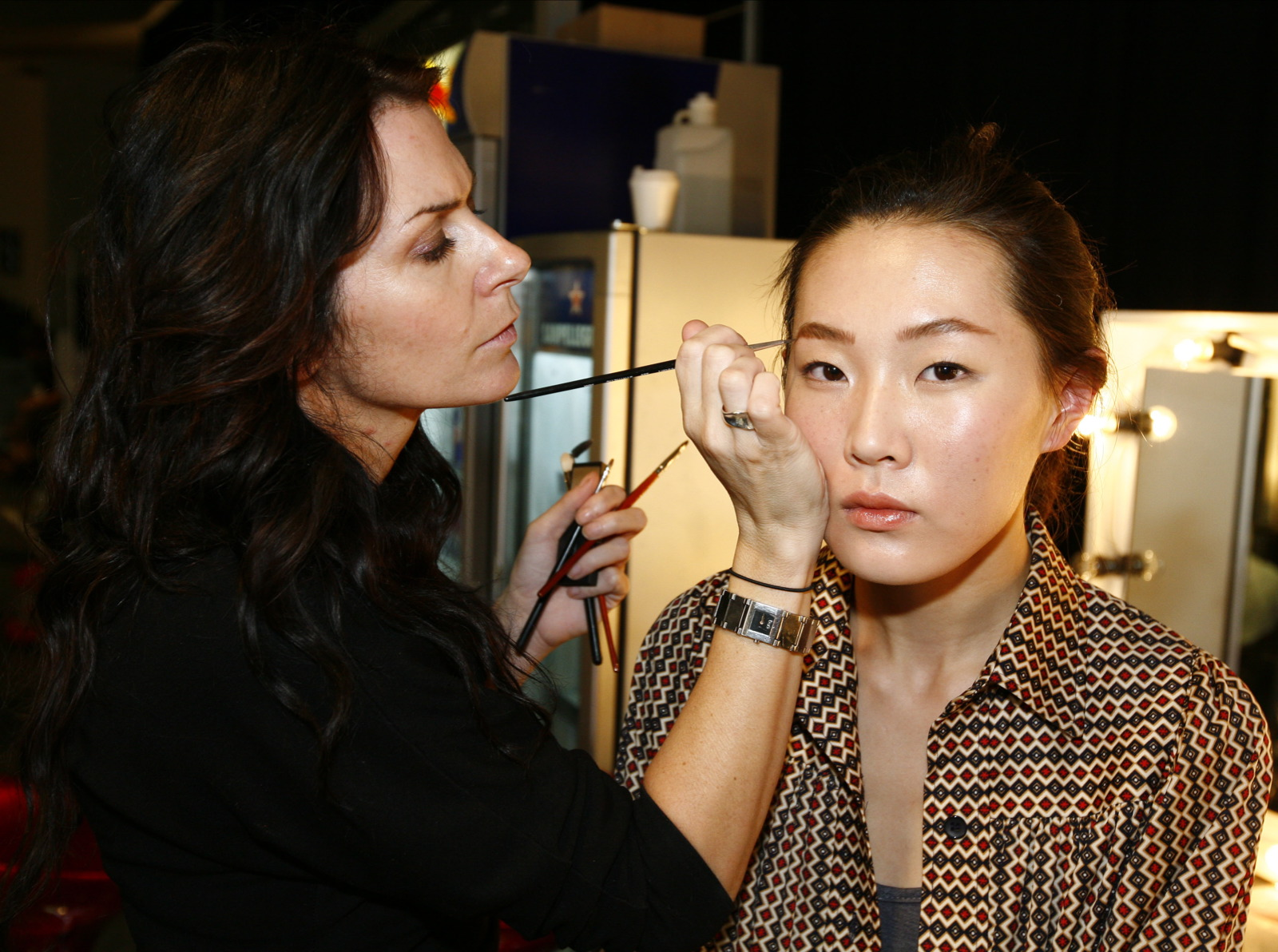
Machior în culise la Lee Mathews Show, primăvară/vară 2007, Australia Fashion Week

Un machior (engleză makeup artist) este un artist al cărui mediu de exprimare este corpul uman, aplicând machiaje și proteze pentru cinematografie, teatru, televiziune, reviste, modă și alte producții similare, incluzând toate aspectele ale industriei de modelling. Printre premiile oferite acestei profesii se numără Premiul Oscar pentru cel mai bun machiaj și alte premii din industria divertismentului precum Premiile Emmy și Globurile de Aur. În Statele Unite, dar și în alte părți ale globului, pentru a fi angajat ca machior, persoana respectivă are nevoie de calificare licențiată (cu o diplomă recunoscută). Companiile mari de producție angajează astfel de artiști, cu toate că majoritatea acestora sunt independenți, având program dependent doar de proiectele la care lucrează. Folosirea camerelor digitale a popularizat angajarea unui machior și pentru machiajele de mireasă/de nuntă.
Meseria de machior a pornit în Egiptul Antic, unde regina Cleopatra avea oameni care se ocupau doar de machiajul ei.

## Tehnici de machiaj
Machiaj în tendințe

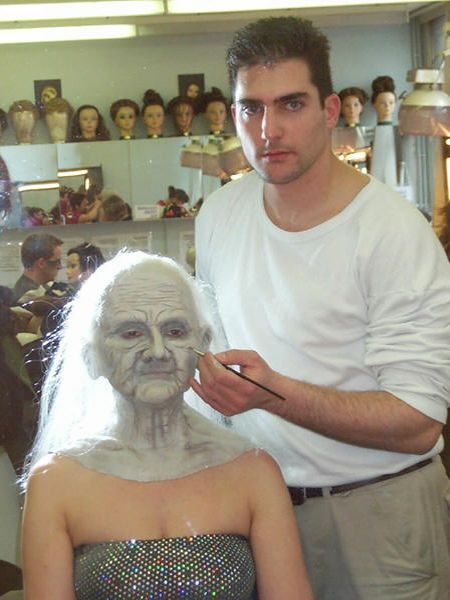
Tehnici de machiaj pentru efecte speciale

Acest tip de machiaj este folosit în ședințele fotografice ale revistelor de modă și frumusețe, precum și pe podiumuri și defilări de modă. Machiajul avangardist poate fi de asemenea încadrat aici, fiind folosit pentru proiecte ce necesită experimentări și inovații. Machiajul în tendințe este frecvent folosit pentru producții cinematografice și de televiziune, variind de la aspectul natural până la machiaje cu aplicări mai sofisticate cum ar fi amestecul de culori.
Machiaj de scenă
Machiajul de scenă este folosit ca o metodă care, în prezența luminii reflectoarelor să evidențieze trăsăturile feței unui artist, pentru a face expresiile faciale mai vizibile publicului de la distanță. De obicei, acest tip de machiaj include definirea ochilor și a buzelor, precum și conturarea și iluminarea feței.
Machiaj pentru efecte speciale
Folosirea efectelor speciale în arta machiajului este necesară în filme sau alte producții de acest gen, pentru a prezenta anumite caracteristici metafizice ale personajelor, la fel ca machiajele de tip fantezie. Proteze și forme preturnate din ghips sunt folosite pentru proiecte ce vor să reflecte entități non-umane. Accente precum sânge fals, răni sau mâl sunt doar câteva dintre tehnicile aplicate în machiajul efectelor speciale.
Aerografie
Aerografia necesită folosirea unui aerograf, un mic dispozitiv acționat de aer suflă diferite substanțe incluzând produse de machiaj bazate pe apă sau alcool printr-un proces de difuzare a materialului pe piele. Prima aplicare cosmetică de acest gen datează din 1925, într-o ecranizare a filmului Ben-Hur. În prezent, această tehnică este repopularizată, tot mai mulți machiori alegând să o folosească, datorită în mare parte televiziunii de înaltă definiție și fotografiei digitale, în care obiectivul camerei este axat pe capturarea detaliilor. Fondul de ten lichid, care are o acoperire mare, dar o consistență foarte subțire, este aplicat cu ajutorul aerografului pentru obținerea unei piei perfecte, finisate dar fără acumulare inestetică de produs. 
Machiaj de mireasă
Machiajul de mireasă este un segment nou în repertoriul unui machior. De la machiaj specific diferitelor etnii și până la machiaje contemporane pline de farmec, machiorii sunt acum o parte esențială în pregătirea miresei pentru ziua cea mare atât în Europa, America cât și în Asia.
Machiaj de înaltă definiție
Această tehnică de machiaj este o artă ce implică ingrediente pentru captarea și reflectarea luminii, precum și ingrediente minerale, pentru a oferi pielii un aspect perfect. Acest tip de machiaj a fost creat datorită dezvoltării televiziunii cu rezoluție înaltă, precum și datorită costurilor înalte de machiaj aerografiat.